# Vuadens
Vuadens (toponimo francese; in tedesco Wüadingen, desueto) è un comune svizzero di 2 317 abitanti del Canton Friburgo, nel distretto della Gruyère.

## Monumenti e luoghi d'interesse
- Chiesa cattolica di San Silvestro, eretta nel 1615 e ricostruita nel XVIII secolo e nel 1869[1].

## Società

### Evoluzione demografica
L'evoluzione demografica è riportata nella seguente tabella:
Abitanti censiti

## Infrastrutture e trasporti

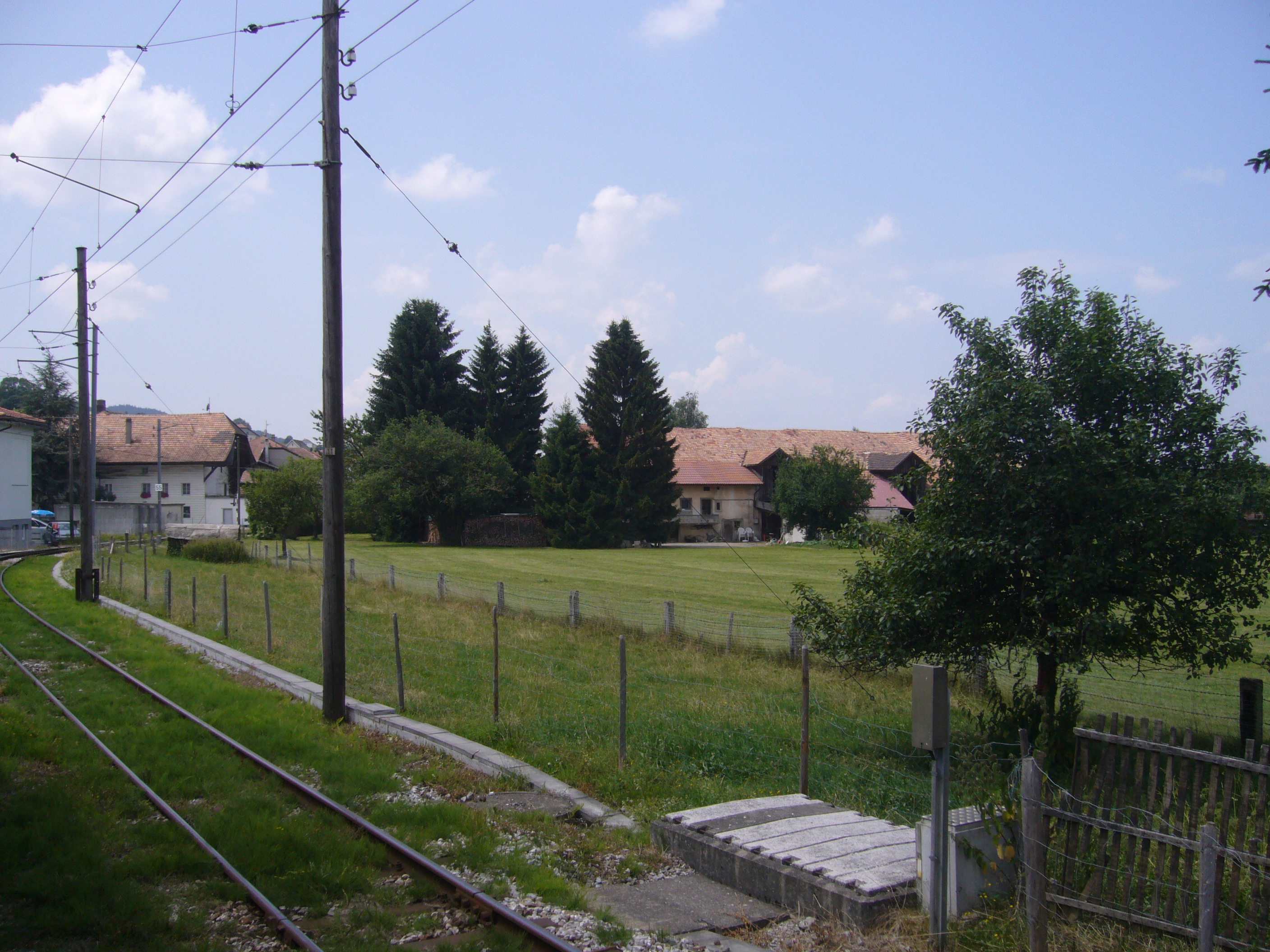
La stazione di Vuadens-Sud

Vuadens è servito dalla stazione di Vuadens-Nord, sulla ferrovia Bulle-Romont, e da quella di Vuadens-Sud, sulla ferrovia Palézieux-Bulle-Montbovon.

## Amministrazione
Ogni famiglia originaria del luogo fa parte del comune patriziale che ha la responsabilità della manutenzione di ogni bene comune.